# توپ طلای ۱۹۶۵
توپ طلای ۱۹۶۵ (فرانسوی: 1965 Ballon d'Or‎) دهمین رویداد سالیانهٔ توپ طلا بود که از سوی مجلهٔ فرانس فوتبال به بهترین بازیکن فوتبال در سال ۱۹۶۵ اعطا گردید که در این سال، اوزه‌بیو برندهٔ توپ طلا شد.

## رتبه‌بندی
| ردیف | نام                   | باشگاه                        | ملیت                             | امتیاز |
| ---- | --------------------- | ----------------------------- | -------------------------------- | ------ |
| ۱    | اوزه‌بیو               | باشگاه فوتبال بنفیکا          | پرتغال                           | ۶۷     |
| ۲    | جاچینتو فاکتی         | باشگاه فوتبال اینتر میلان     | ایتالیا                          | ۵۹     |
| ۳    | لوییس سوارز میرامونتس | باشگاه فوتبال اینتر میلان     | اسپانیا                          | ۴۵     |
| ۴    | پل فن هیمست           | باشگاه فوتبال اندرلشت         | بلژیک                            | ۲۵     |
| ۵    | بابی چارلتون          | باشگاه فوتبال منچستر یونایتد  | انگلستان                         | ۱۹     |
| ۶    | فلوریان آلبرت         | باشگاه فوتبال فرنتس‌واروش      | مجارستان                         | ۱۴     |
| ۷    | جانی ریورا            | باشگاه فوتبال آ.ث. میلان      | ایتالیا                          | ۱۰     |
| ۸    | گئورگی آسپاروخوف      | باشگاه فوتبال لفسکی صوفیه     | بلغارستان                        | ۹      |
| ۸    | ساندرو مازولا         | باشگاه فوتبال اینتر میلان     | ایتالیا                          | ۹      |
| ۸    | والری ورونین          | باشگاه فوتبال تورپدو مسکو     | اتحاد جماهیر شوروی               | ۹      |
| ۱۱   | دنیس لا               | باشگاه فوتبال منچستر یونایتد  | اسکاتلند                         | ۸      |
| ۱۲   | کارل-هاینتس شنلینگر   | باشگاه فوتبال آ.ث. میلان      | آلمان غربی                       | ۶      |
| ۱۳   | فرانس پوشکاش          | باشگاه فوتبال رئال مادرید     | اسپانیا                          | ۵      |
| ۱۳   | Jim Baxter            | باشگاه فوتبال ساندرلند        | اسکاتلند                         | ۵      |
| ۱۵   | ماریو کورسو           | باشگاه فوتبال اینتر میلان     | ایتالیا                          | ۳      |
| ۱۵   | لو یاشین              | باشگاه فوتبال دینامو مسکو     | اتحاد جماهیر شوروی               | ۳      |
| ۱۷   | ماریو کولونا          | باشگاه فوتبال بنفیکا          | پرتغال                           | ۲      |
| ۱۷   | آمانسیو آمارو         | باشگاه فوتبال رئال مادرید     | اسپانیا                          | ۲      |
| ۱۷   | فرانتس بکن‌باوئر       | باشگاه فوتبال بایرن مونیخ     | آلمان غربی                       | ۲      |
| ۱۷   | میلان گالیچ           | باشگاه فوتبال پارتیزان        | جمهوری فدرال سوسیالیستی یوگسلاوی | ۲      |
| ۱۷   | فیلیپه گوندت          | باشگاه فوتبال نانت            | فرانسه                           | ۲      |
| ۱۷   | آندری کواشنیاک        | باشگاه فوتبال اسپارتا پراگ    | چکسلواکی                         | ۲      |
| ۱۷   | فرنک بنه              | باشگاه فوتبال اویپشت          | مجارستان                         | ۲      |
| ۱۷   | Slava Metreveli       | باشگاه فوتبال دینامو تفلیس    | اتحاد جماهیر شوروی               | ۲      |
| ۲۵   | Ivor Allchurch        | باشگاه فوتبال کاردیف سیتی     | ولز                              | ۱      |
| ۲۵   | کوبی کون              | باشگاه فوتبال زوریخ           | سوئیس                            | ۱      |
| ۲۵   | زیگفرید هلد           | باشگاه فوتبال بروسیا دورتموند | آلمان غربی                       | ۱      |